# スヴャトスラフ1世
スヴャトスラフ1世（古東スラヴ語:Свѧтославъ Игоревичь；ウクライナ語:Святослав Ігоровичスヴャトスラーウ・イーホロヴィチュ；ロシア語:Святослав Игоревичスヴィタスラーフ・イーガリェヴィチ、942年頃 - 972年）は、キエフ大公国の大公（在位945年 - 972年）。キエフ大公イーゴリ1世とオリガの子。ハザール王国を滅ぼし、キエフ・ルーシの最大版図を築いた。

## 生涯

### 戦いを欲する大公
945年、父のイーゴリ1世は冬の巡回徴税の最中にドレヴリャネ族（ドレヴャン族）によって殺害された。スヴャトスラフが大公位を継ぐが、幼少であったため母のオリガが摂政となった。『過ぎし歳月の物語 Повесть временных лет』（『原初年代記』）によれば、オリガはドレヴリャネ族に対して四段階にわたる凄惨な復讐を行い、その国を征服したとされる。この戦いに幼いスヴャトスラフも参加し、開戦のさいには軍の先頭で敵に最初の槍を投じたという。
スヴャトスラフの成人まで母のオリガが摂政として国政を司ったが、964年にスヴャトスラフは成年に達し、積極的な拡大政策を展開しはじめた。年代記によれば、使者を多くの国々に送って「汝らと戦いたいと思う」と告げ、従士団（ドルジーナ）を率いて次々に侵攻したという。
スヴャトスラフ1世は自国の中心で政治に励むよりも、常に戦陣に立って戦うことを好む君主であった。年代記の中では、「公は戦士らのあいだで豹のように軽やかに歩み、しばしば戦争を行った。細かく刻んだ肉を柔らかく煮込むことなく、炭火の上であぶって食べた」と記されている。東ローマ帝国の記録によれば、中背で頭は禿げ上がっていたが片側に高貴な身分を示す一房の巻き毛を残し、肩幅が広く頑健で、性格は荒々しく真摯かつ大胆。厳しく近寄りがたい風貌の人物であったという。

### ハザール王国の征服

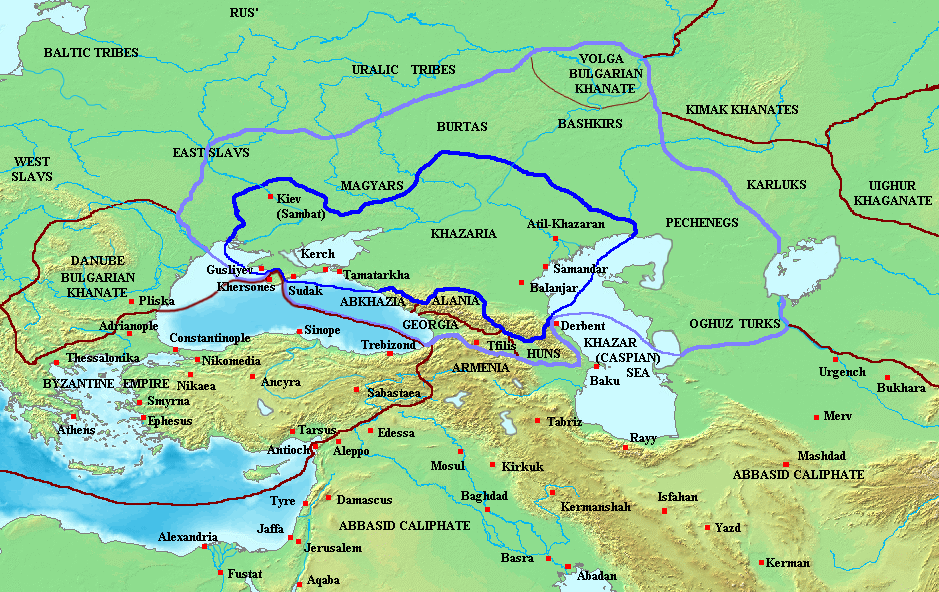
ハザール王国の最大版図（9世紀前半）

早くも親政開始の翌年（965年）に東方へ兵を進め、オカ川流域に居住していたヴャチチ族と戦い、ヴャチチ族がハザール王国に従っていることを知ってハザールへの遠征を決意。ヴォルガ上流のヴォルガ・ブルガール王国を経てハザール本土へ侵入した。
ハザールは西突厥の消滅以後、西北ユーラシアで最強の勢力を誇った半遊牧半農耕国家で、その版図はヴォルガ下流域を中心にカスピ海北岸、カフカス北麓、黒海北岸におよぶ広大なものであったが、当時は衰退期に入っていた。
スヴャトスラフはテュルク系遊牧民のグズ族と結んで、カガン（王）自らが率いるハザールの軍勢を簡単に破り、その国土を蹂躙。首都イティルを破壊したうえ、サルケルやサマンダルなどハザールの主要都市を次々に占領し、カフカス地方のアラン人やチェルケス人、黒海北岸のトムトロカン公国、それにヴャチチ族などハザールの影響下にあった諸国・諸勢力をも制圧した。この一連の戦役によってハザール王国は事実上崩壊したが、ルーシに草原地帯を確保する力はなく、空白となった旧ハザール領には新たな遊牧民ペチェネグ族が進出しはじめる。
なおルーシによるハザール征服は一般に966年のこととされるが、アラブの地理学者イブン・ハウカルは968年として伝えている。

### 第一次ブルガリア戦役

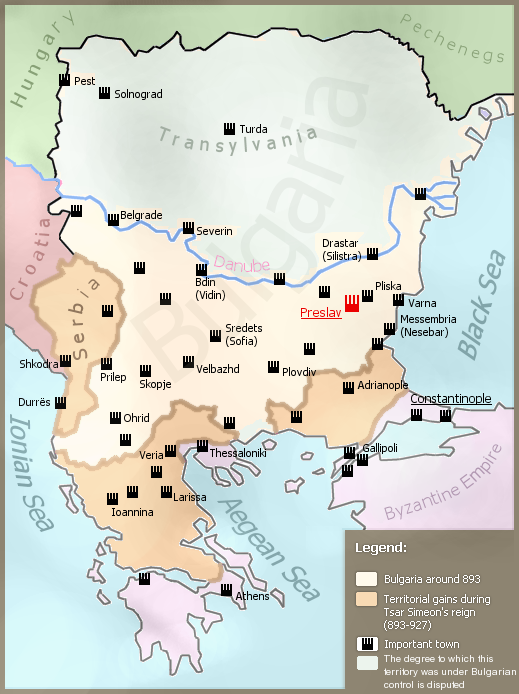
第一次ブルガリア帝国の最大版図（10世紀前半）

ハザール王国の征服後、スヴャトスラフ1世は西方へ目を向けた。バルカン半島ではブルガリア帝国が強盛を誇っていたが、シメオン1世の死後は衰退に転じはじめていた。東ローマ皇帝ニケフォロス2世フォカスはブルガリア国内で内乱が起こったことを契機に、キエフ大公国と結んで南北からブルガリアを挟撃することを目論んだ。
そこで967年、スヴャトスラフ率いるキエフ・ルーシ軍（明らかに誇大であるが、記録上は6万と伝えられる）はブルガリア帝国に侵攻し、ブルガリア軍（記録上では3万）を破ってドナウ北岸の80に及ぶ城塞を占領。スヴャトスラフはドナウ河口から80キロほど上流に位置する要衝ペレヤスラヴェツ（現在のモルドバ領）に入城し、ここを新たな拠点とすることを計画した。年代記によればスヴャトスラフはペレヤスラヴェツを（事実に反するが）自国の中心とみなし、諸国からの物産が集まる地であるためにキエフよりも好んでいたという。
ところがそのとき、ペチェネグ族が大公の不在に乗じてキエフを包囲した。キエフの残留者たちは摂政オリガや軍司令官プレチチらの指揮のもと、辛うじてペチェネグの攻撃を耐え、スヴャトスラフに急ぎ帰国するよう要請した。スヴャトスラフは急ぎキエフに戻ってペチェネグ族を撃退するが、そこで母と貴族たちに向かってキエフからペレヤスラヴェツに居を移すことを宣言する。

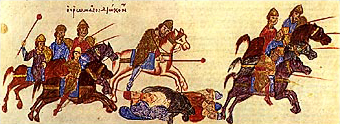
スヴャトスラフの軍隊と東ローマ軍の戦い（『スキュリツェス年代記』より）

オリガはこの決定に反対であったが、スヴャトスラフの決心が固いことを知ると、せめて自分が死ぬまで待つようにと懇願した。三日後に重病であったオリガが死去すると、スヴャトスラフは長男ヤロポルクをキエフに、次男オレーグをドレヴリャネ族の地に、三男ウラジーミルをノヴゴロドにそれぞれ分封して後顧の憂いを除き、従士団の多くを率いてペレヤスラヴェツに移住し、以後ここを本拠にバルカン半島への本格的な進出を開始した。それは必然的に東ローマ帝国との正面衝突をまねくことになる。

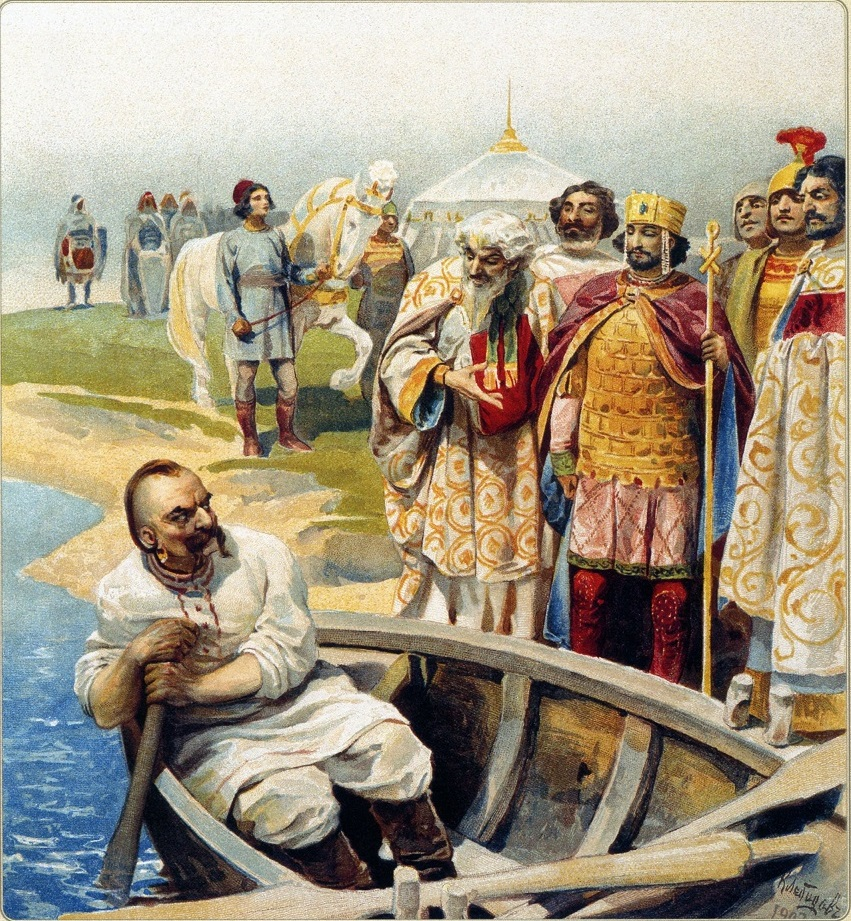
スヴャトスラフ（左）とヨハネス1世の会見

### 第二次ブルガリア戦役
第一次ブルガリア戦役において、東ローマ帝国は自国とブルガリアとの戦いでキエフ・ルーシと手を結んだ。しかしスヴャトスラフ1世がペレヤスラヴェツに居座る姿勢を見せたことは東ローマ側の警戒をまねき、ニケフォロス2世は968年のルーシ軍撤退後にブルガリアとの和平に転じ、ルーシの南進に備えはじめていた。
971年初頭、スヴャトスラフ率いるルーシ軍は再びブルガリアへ侵攻した。ルーシ軍はまず、ブルガリアに奪還されていたペレヤスラヴェツを再占領し、ドナウ流域を制圧。さらに南下して東ローマ帝国領のトラキアに侵入し、フィリッポポリスを占領した。しかしここで東ローマ皇帝ヨハネス1世ツィミスケスが反撃に転じ、アルカディオポリスの戦いでルーシ軍を破り、敗走するルーシ軍を追ってブルガリアに入り、ブルガリアの首都プレスラフを奪回した。
スヴャトスラフはドナウ河口に近いブルガリア北部のシリストラまで撤退し、2ヶ月にわたりここに篭城した。その後ルーシ軍は城を出て東ローマの包囲軍を突破することをはかるが失敗し、スヴャトスラフはやむなくヨハネス1世と講和し、バルカン半島から兵を退くことを約束した。この講和では、ビザンツ側はルーシによるブルガリア侵略を黙認した。
二度にわたるブルガリア戦役は、結局ルーシにとってなんら益なくして終わった。しかしこの戦役の舞台となったことによってブルガリア帝国は急速に弱体化し、滅亡、東ローマ帝国による再征服への道を歩むことになる。

### 最期
スヴャトスラフ1世はキエフへ帰るべく船団を連ねてドニエプル川を遡ろうとしたが、途中の航行の難所である「早瀬」でペチェネグ族が待ち構えていることを知り、河口付近で冬営した。しかし翌972年の春になってもペチェネグ族は依然去ろうとしなかった。彼は部下の意見を退けて強行突破を試みたが、船団は早瀬でペチェネグ族に襲撃され、軍はほぼ全滅し、スヴャトスラフ自身も殺害されてしまった。ペチェネグ族の首長クリャはスヴャトスラフの頭蓋骨に金箔を貼り、酒盃としたと伝えられる。
自ら戦陣に立って兵士同様に戦ったスヴャトスラフの死とともに、ルーシの「英雄時代」も終わりを告げた。スヴャトスラフの死後、キエフでは長男のヤロポルクが大公位を継いだ。

## 一族
- イーゴリ1世（父）
- オリガ（母）
- マルーシャ（愛人）
- ヤロポルク1世（長男）
- オレーグ（次男）
- ウラジーミル1世（三男）